# إيلينا جاي دوارتي
إيلينا جاي دوارتي (بالإنجليزية: Elena J. Duarte)‏ هي قاضية ومحامية أمريكية، ولدت في 1966.